# Emilia-Romagnas Grand Prix
Emilia-Romagnas Grand Prix (italienska: Gran Premio dell'Emilia Romagna) är en deltävling i formel 1-VM som körs på Autodromo Enzo e Dino Ferrari, ofta kallad Imola efter staden där banan ligger. Imolabanan har tidigare arrangerat Italiens Grand Prix 1980 samt San Marinos Grand Prix mellan 1981 fram till 2006.

## Historik

### 2020
Covid-19-pandemin påverkade världsmästerskapet i Formel 1 hårt under 2020 vilket ledde till att flera lopp ställdes in. Emilia-Romagnas Grand Prix lades till i en reviderad tävlingskalender som ett engångslopp för att fylla kalendern. Mercedes-föraren Valtteri Bottas tog pole position medan stallkamraten Lewis Hamilton vann loppet.

### 2021
Trots att banan var planerat att vara ett engångslopp under säsongen 2020, återkom banan igen den 18 april 2021. Loppet ersatte Kinas Grand Prix som ställdes in på grund av hårda restriktioner i Kina. Lewis Hamilton tog pole position medan Max Verstappen vann loppet.

### 2022
Emilia-Romagna kom åter att arrangera en deltävling som en del av säsongen 2022 i världsmästerskapet i Formel 1. Tävlingshelgen kom även till att ha ett sprintlopp. Max Verstappen tog pole position i kvalet, vann sprintloppet och vann sedan loppet med snabbaste varv.

## Vinnare
| År   | Bana                          | Förare         | Konstruktör |
| ---- | ----------------------------- | -------------- | ----------- |
| 2020 | Autodromo Enzo e Dino Ferrari | Lewis Hamilton | Mercedes    |
| 2021 | Autodromo Enzo e Dino Ferrari | Max Verstappen | Red Bull    |
| 2022 | Autodromo Enzo e Dino Ferrari | Max Verstappen | Red Bull    |
| 2023 | kördes ej                     | kördes ej      | kördes ej   |
| 2024 | Autodromo Enzo e Dino Ferrari | Max Verstappen | Red Bull    |